# نادي الشروق
نادي الشروق السعودي هو نادٍ رياضي ثقافي إجتماعي سعودي، كان يُلعب في النادي تسع ألعاب رياضية مختلفة ولكن وبسبب الأزمات المتتالية التي يتعرض لها النادي مالياً وإدارياً فإن عدد هذه الألعاب انخفض إلى 4 تمثلت في كرة القدم وكرة السلة وكرة الطائرة وتنس الطاولة، تأسس النادي عام 1401هـ الموافق 1981م في قرية الجفر التابعة لمنطقة الأحساء في المملكة العربية السعودية، تم إقرار إنشاء المقر الرسمي لمقر النادي الرياضي عام 2014م بناءً على اعتماد مالي قُدّم من الحكومة السعودية.

## نادي كرة القدم

شعار نادي الشروق

هو أحد أندية الدرجة الثالثة في المنطقة الشرقية، تأسس فريق كرة القدم في نفس فترة تأسيس النادي عام 1981م.

### المشاركات
دوري الدرجة الثالثة السعودي
- دوري الدرجة الثالثة السعودي 2012–13
- دوري الدرجة الثالثة السعودي 2019–20[8]

## نادي كرة السلة
هو أحد أندية الدوري السعودي الممتاز لكرة السلة لعام 2019-2020، ولكنه في نهاية العام حلّ في المركز الأخير ليهبط إلى الدرجة الأولى.

### المشاركات
الدوري السعودي الممتاز لكرة السلة
- الدوري السعودي الممتاز لكرة السلة 2010–11
- الدوري السعودي الممتاز لكرة السلة 2019–20

دوري الدرجة الأولى السعودي لكرة السلة
- دوري الدرجة الأولى السعودي لكرة السلة 2009-10
- دوري الدرجة الأولى السعودي لكرة السلة 2011-12
- دوري الدرجة الأولى السعودي لكرة السلة 2014-15
- دوري الدرجة الأولى السعودي لكرة السلة 2015-16
- دوري الدرجة الأولى السعودي لكرة السلة 2016-17
- دوري الدرجة الأولى السعودي لكرة السلة 2017-18
- دوري الدرجة الأولى السعودي لكرة السلة 2018-19

كأس الأمير فيصل بن فهد لكرة السلة
- كأس الأمير فيصل بن فهد لكرة السلة 2010
- كأس الأمير فيصل بن فهد لكرة السلة 2011
- كأس الأمير فيصل بن فهد لكرة السلة 2012
- كأس الأمير فيصل بن فهد لكرة السلة 2016[10]

### الانجازات
- وصيف دوري الدرجة الأولى السعودي لكرة السلة 2009-10
- لقب دوري الدرجة الأولى السعودي لكرة السلة 2018-19

## نادي كرة الطائرة
فريق الطائرة للشباب في نادي الشروق تصدر دوري الدرجة الثانية للموسم 2019-2020 وقد وصل إلى التصفيات التمهيدية للصعود إلى مصاف أندية الدرجة الممتازة من الدوري السعودي لكرة الطائرة مع المدرب يوسف الحداد، كما أن النادي حقق بطولة منطقة الاحساء في فئة الناشئين عام 2014م. وفي فئة الشباب عام 2015م.